# Bagrat V Wielki

Gruzja i ziemie Kaukazu około roku 1380

Bagrat V Wielki (gruzińskie: ბაგრატ V დიდი, Bagrat V Didi) (zm. 1393) – syn króla Gruzji Davida IX, z którym współrządził od 1355. Po śmierci ojca, w roku 1360, objął tron królestwa.
W swoich czasach Bagrat V był uważany za sprawiedliwego i popularnego władcę, źródła wyrażają się o nim jako o doskonałym żołnierzu. Posiadane cechy sprawiły, że nadano mu przydomek Wielki.
We wczesnych latach rządów tego władcy Gruzję nawiedziła epidemia dżumy, która odebrała życie pierwszej żonie władcy Helenie (zmarła ona w 1366 roku). Król Bagrat wziął udział, jako sojusznik chana wielkiej ordy Tochtamysza w jego wojnie z Timurem. Późną jesienią 1386 wielka armia Timura zaatakowała Gruzję. Stolica tego kraju Tbilisi została oblężona i upadła po zaciętych walkach 22 grudnia 1386 roku. Miasto zostało splądrowane, a Bagrat V i jego rodzina uwięzieni. Wykorzystując zamieszanie, jeden z królewskich wasali, książę Aleksander z Imereti ogłosił siebie niezależnym władcą i w 1387 roku koronował się królem Imeretii.
Król Bagrat V po deklaracji, iż zostanie muzułmaninem został uwolniony z więzienia. Timur wyraził zgodę i wysłał go z powrotem, wraz z 20 000 Mongołami do Gruzji. Armia ta została rozgromiona przez syna króla – Jerzego, a sam król został uwolniony. Wiosną 1387 Timur ponownie najechał Gruzję, lecz tym razem nie udało mu się zmusić króla do uległości. Wiadomości z Persji, która ogłosiła rewoltę przeciwko Timurowi oraz wieści z Azerbejdżanu sprawiły, iż Timur wycofał się z terytorium Gruzji. W 1389 król Bagrat podporządkował sobie zbuntowanego księcia Aleksandra z Imeretii. 
Bagrat V umarł w 1393, pozostawiając tron swojemu synowi Jerzemu (król Gruzji w latach 1393–1407 jako Jerzy VII).

## Rodzina
Bagrat V był dwukrotnie żonaty. Jego pierwszą żoną była Helena, prawdopodobnie córka cesarza Trapezuntu Bazylego Komnena. Z Heleną miał jednego syna, Jerzego. W lipcu 1367 roku ożenił się z Anną Komneną, córką kolejnego cesarza Trapezuntu, Aleksego III. Miał z nią dwóch synów: Konstantyna (król Gruzji w latach 1407–1412 jako Konstantyn I) i Dawida.